# Muškaření

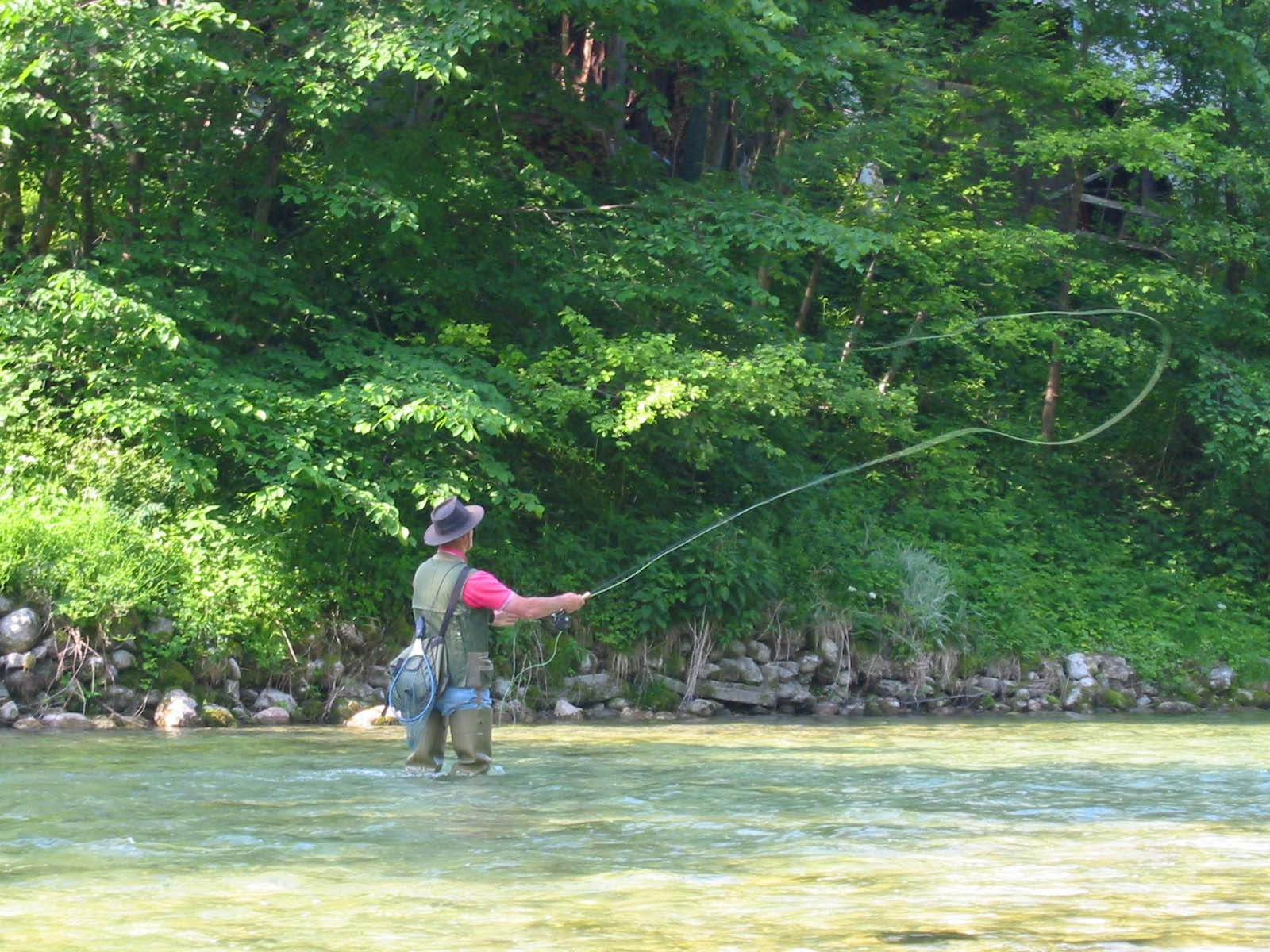
Muškaření v řece

Muškaření je způsob sportovního lovu ryb, rybolovná disciplína. Při muškaření je nástraha – umělá muška nahazována pomocí muškařské šňůry a prutu do místa lovu. Tímto způsobem lze ulovit většinu ryb, a to jak sladkovodních, tak mořských. Při muškaření se používají speciální rybářské potřeby, jako je muškařský prut, muškařský naviják, muškařská šňůra a nástrahy, které jsou vyráběny z umělých nebo přírodních vázacích materiálů. Muškařské nástrahy se souborně nazývají umělé mušky, ale mnohdy nenapodobují jen samotný hmyz a jeho vývojová stadia, ale i ostatní organismy (živočichy i rostliny).
Podle Rybářského řádu – Příloha č. 7 k vyhlášce č. 197/2004 Sb. je „Muškaření“ lov dle výše popsaného způsobu a techniky, ale jako nástraha se použije živý nebo mrtvý hmyz. Použije-li se umělá muška imitující hmyz nebo jiné organizmy pak je lov definován jako „lov na umělou mušku“.

## Způsoby muškaření dle charakteru vody
Jezerní muškaření je prováděno na stojatých vodách, nejčastěji nádržích, rybnících a jezerech, odtud název. Loví se většinou s delšími muškařskými pruty (2,7 až 3,05 metru) a muškařskými šňůrami aftma 6–8 se všemi stupni potápivosti. Samotný lov je prováděn buď ze břehu, nebo z vody za pomoci plavidel (loď, belly-boat), nebo brozením.
Říční muškaření je muškaření na tekoucích vodách, v českých podmínkách je prováděno nejčastěji brozením, kdy rybář stojí ve vodě oblečen do speciálních brodicích kalhot a brodicích bot. Lov ze břehu je také možný, je však méně obvyklý. V zahraničí se často loví na řekách i z lodí (USA, Kanada, Rusko, Skandinávie), tento způsob není v ČR příliš rozšířen. Typickým představitelem muškařských prutů na řeku je prut o délce 2,75 m na muškařskou šňůru aftma 5. Při lovu lososů a mořských pstruhů se používají tzv. dvojruční (obouruční) muškařské pruty v délkách od 3,6 m až 4,2 m ve hmotnostních kategoriích aftma 9–12. Loví se s nimi odlišnou technikou hodu muškařskou šňůrou, tzv. spey.
Muškaření na moři je prováděno jak brozením, tak lovem z lodí. Při lovu v chladných vodách se používá vybavení aftma 7–9, pruty o délce okolo 2,7 m. Při muškaření v teplých „tropických“ vodách aftma 7–14, pruty 2,4 až 2,7 m. Loví se nejčastěji s plovoucími, nebo intermediálními muškařskými šňůrami.

## Způsoby muškaření dle techniky lovu
- Lov na suchou mušku – používá se plovoucí šňůra, nástraha plave na hladině. Muška napodobuje nejčastěji vylíhlý hmyz, nebo jinou potravu na hladině vody.
- Lov na mokrou mušku – používají se všechny typy muškařských šňůr, muška je ve vodním sloupci a napodobuje utopený, nebo líhnoucí se hmyz.
- Lov na streamer – používají se nejčastěji intermediální a potápivé muškařské šňůry. Mušky napodobují aktivně plavající drobné živočichy (rybí plůdek, hmyz, nebo jiné organismy).
- Lov na nymfu – lze lovit i bez muškařské (nejčastěji plovoucí) šňůry, ta bývá nahrazena návazcem z vlasce. Mušky napodobují nejčastěji vývojová stadia hmyzu.

## Rybářské vybavení pro muškaření
- Muškařský prut
- Muškařská šňůra
- Muškařský naviják
- Umělé mušky - většina rybářů si vyrábí vlastní. Dá se na to  koupit vlastní materiál, který se dá sehnat na e-shopech, které se věnují výbavy muškařských věcí. (je na to potřeba hodně pomůcek, aby si je rybář mohl udělat a taky spoustu práce)
- Brodicí kalhoty
- Muškařský návazec